# Chris Baldwin
Pour les articles homonymes, voir Baldwin.
Chris Baldwin, né le 15 octobre 1975 à Chicago, est un coureur cycliste américain. Passé professionnel en 1999, il a été champion des États-Unis du contre-la-montre en 2003 et 2005.

## Palmarès
- 1999
  - 10e étape du Tour du Guatemala
- 2001
  - 4e et 6e étapes de la Cascade Classic
- 2002
  - 3e du championnat des États-Unis du contre-la-montre
- 2003
  -  Champion des États-Unis du contre-la-montre
  - 5ea étape du Tour de Beauce (contre-la-montre)
  - 1re étape de la Fitchburg Longsjo Classic (contre-la-montre)
  - 1re étape du Tour de Toona (contre-la-montre)
  - 2e du Tour de Beauce
  -  Médaillé d'argent du contre-la-montre aux Jeux panaméricains
  - 3e du Tour de Toona
- 2004
  - 3e étape de la Cascade Classic (contre-la-montre)
  - Prologue de la Colorado Classic
- 2005
  -  Champion des États-Unis du contre-la-montre
  - 1re étape du Nature Valley Grand Prix (contre-la-montre)
- 2006
  - 1re étape de la San Dimas Stage Race (contre-la-montre)
  - Tour de la Gila :
    - Classement général
    - 1re étape (contre-la-montre)

  - 5e étape du Tour de l'Utah
  - 2e de la San Dimas Stage Race
  - 2e de la Redlands Bicycle Classic
  - 2e du Tour de Toona
  - 2e du championnat des États-Unis du contre-la-montre
  - 3e du Tour de Nez
- 2007
  - 2e du Tour de la Gila
  - 2e de la Cascade Classic
  - 3e de la Joe Martin Stage Race
  - 3e du Tour de Toona
  - 3e de l'USA National Racing Calendar
- 2008
  - 2e de la Redlands Bicycle Classic
- 2009
  - 2e étape de la Mount Hood Classic (contre-la-montre)
  - 2e de la Mount Hood Classic
  - 3e de la San Dimas Stage Race
- 2011
  - 2e du Tour de Toona
  - 3e de la Redlands Bicycle Classic
- 2017
  - 4e et 7e étapes de l'Intelligentsia Cup

## Classements mondiaux
| Année            | 2005 | 2006 | 2007 | 2008 | 2009 | 2010 | 2011 | 2012 | 2013 |
| ---------------- | ---- | ---- | ---- | ---- | ---- | ---- | ---- | ---- | ---- |
| UCI America Tour | 115e | 149e |      | 446e | 281e |      |      | 175e | 206e |
| UCI Asia Tour    | 98e  |      |      |      |      |      |      |      |      |
| UCI Europe Tour  | 631e |      |      |      |      |      |      |      |      |